# Hydroporus fuscipennis
Hydroporus fuscipennis es una especie de escarabajo del género Hydroporus, familia Dytiscidae. Fue descrita científicamente por Schaum en 1868.
Esta especie se encuentra en Europa y el Asia del Norte (excepto China). También en América del Norte.